# ワンス・アンド・フォーエバー
『ワンス・アンド・フォーエバー』（原題：We Were Soldiers）は、2002年のアメリカ映画。ベトナム戦争における実話を元に制作された戦争映画である。メル・ギブソン主演。

## 概要
ベトナム戦争序盤の戦いイア・ドラン渓谷の戦いを描く。 原作者の一人であるハル・ムーアは実際にこの戦いに従事した。もう一人の作者であるジョー・ギャロウェイはUPIのジャーナリストだった。
従来描かれていないベトナム戦争初期の戦闘を題材にし、戦場で戦う兵士たちと、その兵士の帰りを待つ恋人や家族など人間の心理をアメリカ側だけでなく、ベトナム側の視点からも描写している。

## ストーリー
1965年11月14日、米陸軍第1騎兵師団隷下の第7騎兵連隊第1大隊と大隊長のハル・ムーア中佐は南ベトナムの中央高地、イア・ドランの渓谷に降り立ち、北ベトナムのベトナム人民軍と交戦に入った。しかし、圧倒的多数を誇るベトナム軍の攻撃に、ムーア達はヘリの着陸地点X-Ray（「エックス線」の意・Xを表すNATOフォネティックコード）から動けずにいた。そんな中、UPIの戦地特派員ジョー・ギャロウェイは、クランドール少佐の操縦するヘリに乗り「戦争を理解するため」と、ムーア中佐のいる前線にやってくる。

## キャスト
| 役名                             | 俳優                             | 日本語吹替   | 日本語吹替   |
| 役名                             | 俳優                             | ソフト版     | フジテレビ版 |
| -------------------------------- | -------------------------------- | ------------ | ------------ |
| ハル・ムーア中佐                 | メル・ギブソン                   | 磯部勉       | 磯部勉       |
| ジュリー・ムーア                 | マデリーン・ストウ               | 日野由利加   | 山像かおり   |
| ブルース・クランドール少佐       | グレッグ・キニア                 | 堀内賢雄     | 森田順平     |
| ベイジル・プラムリー上級曹長     | サム・エリオット                 | 佐々木勝彦   | 柴田秀勝     |
| ジャック・ゲイガン少尉           | クリス・クライン                 | 森川智之     | 平川大輔     |
| バーバラ・ゲイガン               | ケリー・ラッセル                 | 大坂史子     | 高橋理恵子   |
| ジョー・ギャロウェイ             | バリー・ペッパー                 | 宮本充       | 辻谷耕史     |
| アーニー・サヴェージ三等軍曹     | ライアン・ハースト               | 志村知幸     | 茶風林       |
| ヘンリー・ヘリック少尉           | マーク・ブルカス                 | 吉田孝       | 桐本琢也     |
| セシル・ムーア                   | スローン・マムセン               | あおきさやか | 金田朋子     |
| トム・メッツカー大尉             | クラーク・グレッグ               | 大川透       | 内田直哉     |
| トニー・ネイダル大尉             | ジュー・ガルシア                 | 大黒和広     |              |
| マット・ディロン大尉             | ジョン・ハム                     | 伊藤栄次     |              |
| ロバート・エドワーズ大尉         | ディラン・ウォルシュ             | 加藤亮夫     | 中多和宏     |
| ギャレン・ブンガム特技兵         | ブレイク・ヘロン                 | 風間勇刀     |              |
| チャーリー・ヘイスティングス中尉 | ロバート・バグネル               |              | 鶴岡聡       |
| ジミー・ナカヤマ上等兵           | ブライアン・ティー               |              |              |
| ヘンリー・エマーソン少将         | パトリック・セント・エスプリト   |              |              |
| グエン・フー・アン中佐           | ドン・ズオン                     |              |              |
| ティム・ブラウン                 | マイケル・トムリンソン           | 石塚運昇     |              |
| 将軍                             | パトリック・セント・エスプリット | 田原アルノ   |              |
| キナード                         | ジム・グリムジョー               | 相沢まさき   |              |
| ベニーレイ                       |                                  | 落合弘治     |              |
| アルマ                           | シンビ・カリ                     | 幸田夏穂     |              |
| キャサリン                       | ベラミー・ヤング                 | 湯屋敦子     |              |
| ニク                             | ビエン・ホン                     | 乃村健次     | 坂口候一     |
| ロバート・ウレット               | ジョシュ・ドーティ               | 稲田徹       | 奈良徹       |
| グレッグ                         | ジョシュア・マクローリン         | 杉本ゆう     |              |
| ノッポ                           | マーク・マックラッケン           | 木村雅史     |              |
| タクシー運転手                   | ダン・ビーン                     |              | 宝亀克寿     |
| フランス軍大尉                   | ニコラス・ホスキング             |              |              |
| フランス軍中尉                   | マイケル・ジョルダーニ           |              |              |
| フランス兵（ラッパ手）           | アンドリュー・ウォレス           |              |              |
| リンドン・ジョンソン大統領       | リンドン・ジョンソン大統領       |              | 糸博         |

- ソフト版

演出：市来満、翻訳：中島多恵子、制作：ニュージャパンフィルム
- フジテレビ版：初回放送2005年9月24日『プレミアムステージ』

その他：入江崇史、竹若拓磨、蓮池龍三、江川央生、天田真人、宇垣秀成、上城龍也、船木真人、乃村健次、速見圭、田村聖子、恒松あゆみ
演出：鍛治谷功、翻訳：松崎広幸、調整・効果：栗林秀年、制作：ブロードメディア・スタジオ